# Lori Munz
Lori Munz (1979) es una deportista australiana que compitió en natación. Ganó seis medallas en el Campeonato Mundial de Natación en Piscina Corta, en los años 1999 y 2002.

## Palmarés internacional
| Campeonato Mundial en Piscina Corta | Campeonato Mundial en Piscina Corta | Campeonato Mundial en Piscina Corta | Campeonato Mundial en Piscina Corta |
| Año                                 | Lugar                               | Medalla                             | Prueba                              |
| ----------------------------------- | ----------------------------------- | ----------------------------------- | ----------------------------------- |
| 1999                                | Hong Kong (China)                   | Medalla de plata                    | 100 m estilos                       |
| 1999                                | Hong Kong (China)                   | Medalla de plata                    | 4 × 100 m estilos                   |
| 1999                                | Hong Kong (China)                   | Medalla de bronce                   | 200 m estilos                       |
| 1999                                | Hong Kong (China)                   | Medalla de bronce                   | 4 × 100 m libre                     |
| 1999                                | Hong Kong (China)                   | Medalla de bronce                   | 4 × 200 m libre                     |
| 2002                                | Moscú (Rusia)                       | Medalla de bronce                   | 4 × 200 m libre                     |